# Cirolanides texensis
Cirolanides texensis är en kräftdjursart som beskrevs av Benedict 1896. Cirolanides texensis ingår i släktet Cirolanides och familjen Cirolanidae. Utöver nominatformen finns också underarten C. t. mexicensis.